# Dom jednorodzinny przy ul. Zielonego Dębu 17 we Wrocławiu
Dom jednorodzinny przy ul. Zielonego Dębu 17–17a – modernistyczny budynek mieszkalny we Wrocławiu na osiedlu Dąbie, wybudowany jako dom eksperymentalnego osiedla wystawy WUWA według projektu Heinricha Lauterbacha.
Dom zaprojektowany przez Lauterbacha był jednym z dwóch największych domów jednorodzinnych na wzorcowego osiedla wystawy „Mieszkanie i Miejsce Pracy” posiadał powierzchnię 180 m², zaprojektowany był z myślą o wysoko sytuowanym urzędniku lub właścicielu fabryki mieszkającym wraz z rodziną i służącą. Powstał w północnej części osiedla, od zachodu bezpośrednio z nim sąsiaduje podobny gabarytami dom nr 36 projektu Moritza Haddy, od wschodu miał powstać dom nr 34 także autorstwa Lauterbacha, jednak jego realizacja nie doszła do skutku. Dom zbudowany jest z cegieł o grubości 44 cm. Wszystkie pomieszczenia rozlokowane są na parterze, na wyższej kondygnacji znajduje się jedynie obszerny taras i niewielki pomieszczenie gospodarcze. Niektóre pomieszczenia wewnątrz jak np. jadalnia z salonem oddzielone są od siebie składanymi w harmonijkę ścianami, co umożliwiało ich łączenie w większą całość. Dom w roku 1945 został częściowo zniszczony, po odbudowie dom podzielono na dwie odrębne części z osobnymi adresami.